# Vrtanes Papazian

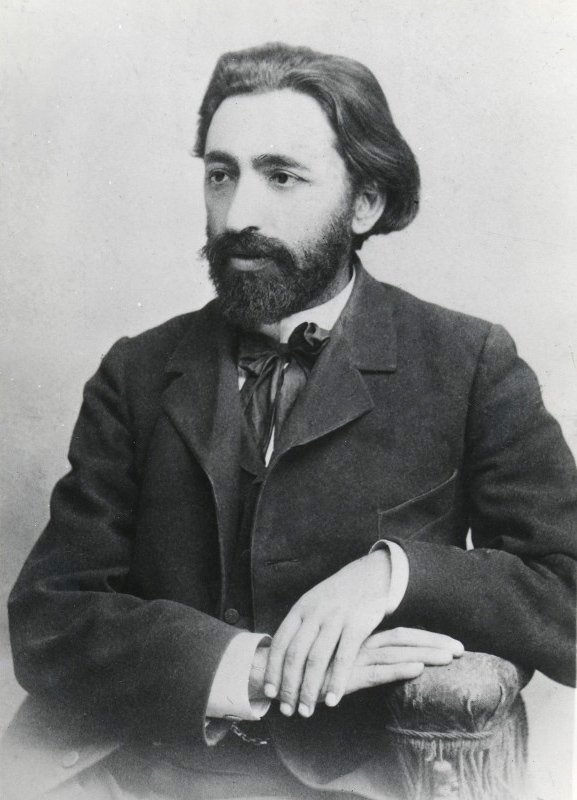
Vrtanes Papazian

Vrtanes Mesrop Papazian (em armênio/arménio:  Վրթանես Մեսրոպի Փափազյան; 1866-1920), foi um armênio escritor, político público e ativista cultural, crítico literário, editor, historiador da literatura, professor e tradutor.

## Biografia
Vrtanes Papazian nasceu na cidade de Van, Império Otomano, em 1866. Seu pai, o arquimandrita Mesrop Papazyan, era um conhecido religioso e figura pública, pedagogo, escritor, especialista em teatro e dramaturgo.  Aos quatro anos mudou-se com os pais para Agulis onde recebeu a educação primária. Ele continuou seus estudos na Escola Aramiana em Tavriz e no Seminário Teológico Gevorgiano em Etchmiadzin. Mais tarde, ele estudou na Universidade de Genebra, a faculdade de literatura e ciências sociais.
As duras condições o fizeram começar a trabalhar aos 15 anos e vagar de cidade em cidade, de país em país. Trabalhou como operário, fotógrafo e telegrafista. Por um longo período lecionou em escolas de várias cidades (Van, Karin, Tbilisi, Teerã, Shoushi, Bucareste, etc.). Ele trabalhou como editor dos jornais Armênia Livre, Luta da associação de trabalhadores revolucionários armênios (Tbilisi), do semanário Path (Teerã) e do semanário Karabakh (Shoushi). Ele cooperou com vários órgãos de imprensa armênios, russos e europeus.
Os eventos do genocídio de 1915 não passaram por sua família. Seu irmão, Nerses Papazyan (arquimandrita Mashtots), abade da Igreja Armênia nas cidades norte-americanas de Worcester e Boston, foi preso em 24 de abril de 1915 em Constantinopla e morto pelos carrascos turcos.

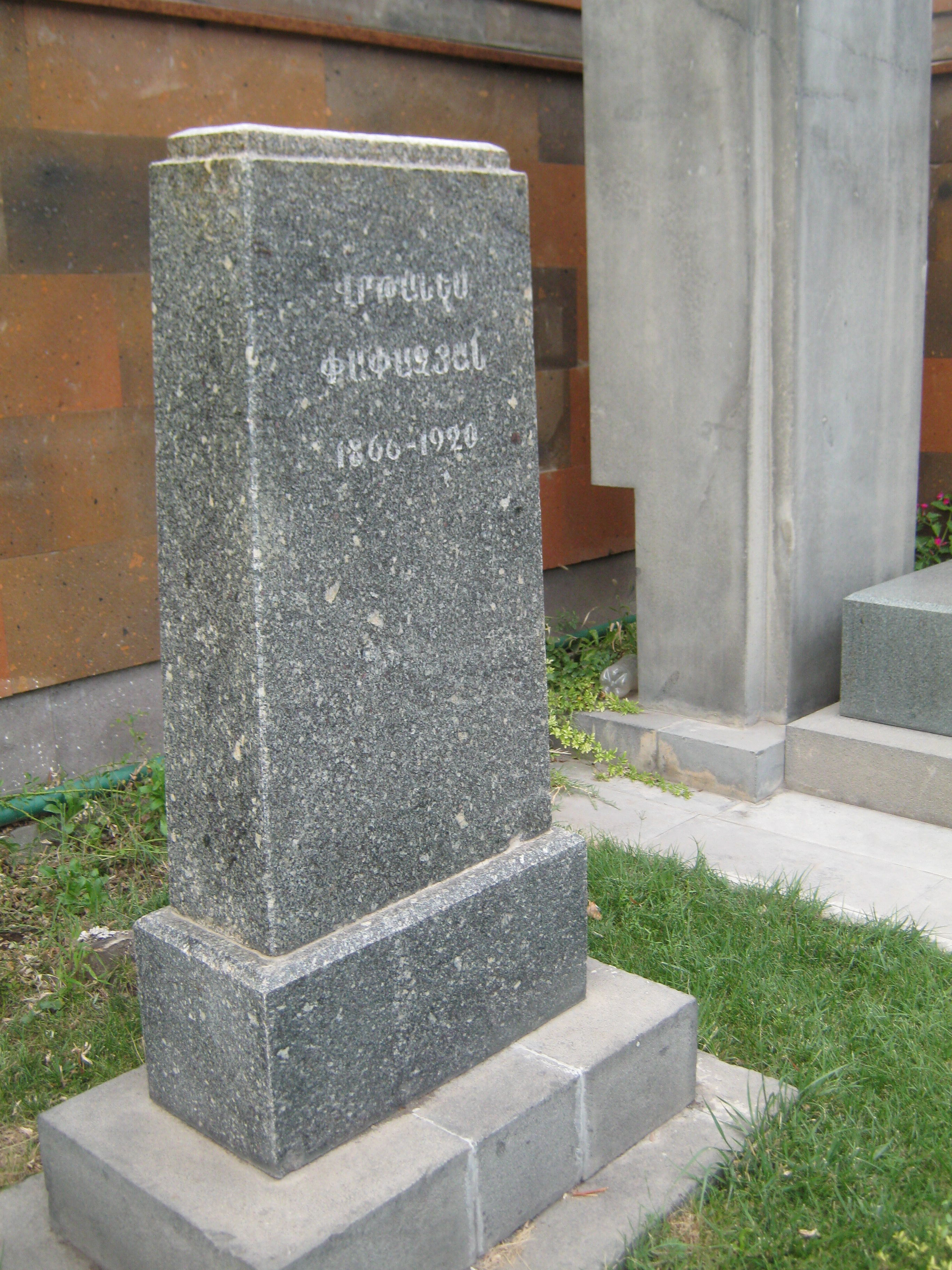
Sepultura de Vrtanes Papazian, cemitério do Panteão em Yerevan

## Obras literárias
O legado literário de Vrtanes Papazian é considerado o gêmeo de sua vida – uma valente luta de caneta contra a opressão nacional e social, luta pela sobrevivência nacional e futuro brilhante. Olhando para os padrões históricos e atuais de várias nações, o escritor se referiu à vida e cultura armênia à luz desses padrões que avaliam as realidades nacionais em uma ampla gama de critérios. Sua prolífica criação literária é resultado de uma ampla esfera de atividade mental – prosa, dramaturgia, poesia, crítica literária, história da literatura, trabalho de produtor, música, pedagogia, linguística, tradução, lógica, psicologia etc.
Os primeiros escritos de Papazian são sobre a vida dos armênios ocidentais. Durante a década de 1890, essas histórias apareceram na imprensa. Mais tarde, eles foram publicados em dois livros: "Cenas da vida dos armênios turcos" (1889) e "Histórias da vida dos armênios turcos" (1904). Falando sobre os horrores dos turcos e curdos, ele não ignorou os opressores nacionais mostrando que sua conduta era igualmente horrível.
Papazian condenou o servilismo e a bajulação, apresentando cenas trágicas da luta armênia ocidental contra os organizadores do genocídio e criando personagens de indivíduos valentes (“Kheran”, “Lightning”, “Light Pleasures”, “The Dying are Greeting You”). Ele mantém um debate implacável contra qualquer opinião viciosa. O romance Emma critica fortemente alguns partidos nacionais como sendo separados da nação. Embora sediados em países europeus distantes da pátria, esses partidos se proclamam líderes da luta contra a tirania.